# یواس‌اس گرامپوس (اس‌اس-۵۲۳)
یواس‌اس گرامپوس (اس‌اس-۵۲۳) (به انگلیسی: USS Grampus (SS-523)) یک زیردریایی است که طول آن ۳۰۷ فوت (۹۴ متر) می‌باشد. این زیردریایی در سال ۱۹۴۴ ساخته شد.